# Ouchi de Tabeyou (versione invernale)
Ouchi de Tabeyou, versione invernale è uno spot televisivo d'animazione del 2004, diretto da Yoshiyuki Momose e realizzato per sponsorizzare i prodotti dell'azienda Hausu Shokuhin. 

Lo spot è prodotto dallo Studio Ghibli. È stato trasmesso sulla televisione giapponese per tutta buona parte dell'inverno 2004, dal 6 gennaio al 29 febbraio. 
 Per lo stesso prodotto, ma per pubblicizzarlo durante l'estate, lo Studio Ghibli aveva realizzato uno spot in versione estiva.

## Curiosità
- Lo spot pubblicitario è rintracciabile sul dvd prodotto dallo Studio Ghibli Ghibli ga Ippai Special.
- Il titolo dello spot Ouchi de Tabeyou vuol dire A casa nostra mangiamo...
- La canzone utilizzata per lo spot è Retro Memory del duo di musica elettronica giapponese Capsule, che di lì a poco avrebbe nuovamente collaborato con il regista Yoshiyuki Momose e con lo Studio Kajino (succursale dello Studio Ghibli), per la realizzazione di ben 3 videoclip animati.